# Port lotniczy Reno-Tahoe
Port lotniczy Reno-Tahoe (IATA: RNO, ICAO: KRNO) – port lotniczy położony 6 km na południe od Reno, w stanie Nevada, w Stanach Zjednoczonych.

## Linie lotnicze i połączenia
- Alaska Airlines obsługiwane przez Horizon Air (Seattle/Tacoma)
- American Airlines (Chicago-O'Hare, Dallas/Fort Worth)
- American Eagle Airlines (Los Angeles)
- Continental Airlines (Houston-Intercontinental)
- Delta Air Lines (Minneapolis/St. Paul, Salt Lake City)
- Delta Connection obsługiwane przez SkyWest (Salt Lake City)
- Southwest Airlines (Boise [do 8 stycznia], Chicago-Midway, Denver, Las Vegas, Los Angeles, Oakland, Phoenix, Portland (OR), Salt Lake City, San Diego, San Jose (CA), Seattle/Tacoma)
- United Airlines (Denver, San Francisco)
- United Express obsługiwane przez SkyWest (Denver, Los Angeles, San Francisco)
- US Airways (Phoenix)
- US Airways Express obsługiwane przez Mesa Airlines (Phoenix)